# اسکرم

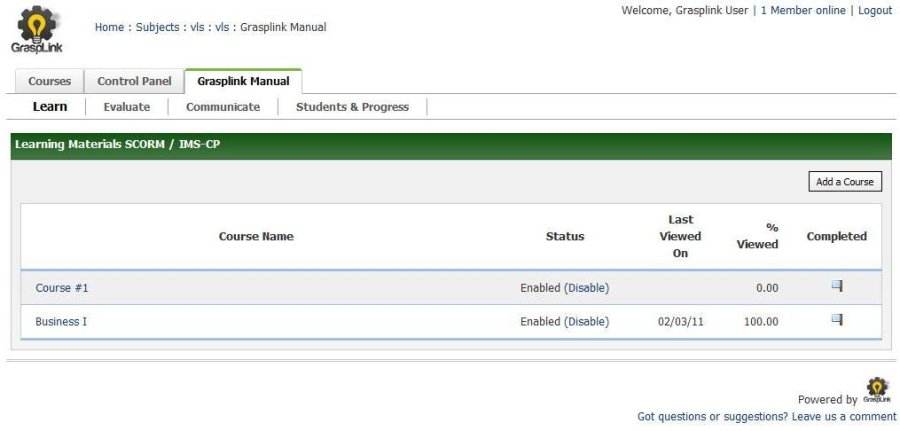
کل محتوای دوره خود را با استفاده از فرمت های استاندارد مانند SCORM آپلود کنید

SCORM یک استاندارد جامع آموزشی و مختصر عبارت Sharable Content Object Reference Model که در برگیرنده یک مدل مرجع برای عناصر آموزشی اشتراک‌پذیر، یک محیط زمان اجرا (Runtime environment) و نیز یک مدل تراکمی محتوای آموزشی می‌باشد. این مدل، در برگیرنده مجموعه ویژگی‌هایی است که تطبیق‌پذیری، دسترس‌پذیری و قابلیت استفاده مجدد را برای محتواهای آموزشی مبتنی بر وب فراهم می‌سازد. این استاندارد حاصل تحقیقات مؤسسات AICC، IMS، IEEE وAriadne بوده و استاندارد آموزش الکترونیکی مورد تأیید اکثر مراجع آموزش الکترونیکی دیگر در ایران و جهان می‌باشد.
این بسته‌های محتوا یک فایل فشرده با پسوند zip  هستند که هنگامی که آن‌ها را از حالت فشرده خارج می کنیم ، باید فایل imsmanifest  را ببینیم یعنی باید خود فایلها فشرده باشند نه پوشه محتوای فایلها.
به دلیل اینکه بسته‌های اسکورم باید به صورت تحت وب و مستقل از هر مرورگر استفاده شوند معمولاً در آن‌ها از صفحات HTML با کد ساده استفاده می‌کنند و اگر احتیاج به فایل فلش ؛ فایل ویدئویی یا تصویر باشد ؛ کد لازم برای نمایش این موارد در این فایلهای HTML  گذاشته می‌شود مثلاً اگر در یک بسته احتیاج به فایل فلش وجود دارد ؛ یک تگ Object  در فایل HTML گذاشته می‌شود.
چنانچه این ساختار به صورت زنجیره ای است ؛ امکان حرکت به سایر محتویات که در همان بسته اسکورم وجود دارند ؛ باید از طریق همان فایل html  وجود داشته باشد که این کار یا به صورت یک لینک به فایل بعدی یا در داخل فایلهای فلش به صورت فراخوانی یک فایل دیگر انجام می‌شود.
معمولاً چون ساختار یک بسته اسکورم به صورت درختی می‌باشد  ؛ معمولاً یک فایل شروع و تعدادی محتوای دیگر به صورت درختواره در اختیار کاربر قرار می‌گیرد که کاربر می‌تواند هر کدام از شاخه‌ها را برای ادامه کار انتخاب کند که البته ممکن است دسترسی به مرحله بعدی در محتوا منوط به  مشاهده قسمت قبلی  باشد که این کار توسط فایلهای فلش مدیریت می‌شود.
برای مشاهده چند نمونه بسته اسکورم می توانید از این آدرس‌ها استفاده کنید
برای بسته بندی محتوا به صورت اسکورم هم از برنامه reload  می‌توان استفاده کرد.این برنامه دو حالت پخش کننده و سازنده دارد که به ترتیب برای نمایش و ساخت بسته مورد استفاده قرار می‌گیرد.البته برای اجرای این برنامه‌ها باید Java Runtime  بر روی کامپیوتر شما نصب شده باشد.

## نسخه‌های اسکرم

### اسکرم ۱.۱
SCORM 1.1 نسخه اول است. این نسخه دارای یک ساختار دوره فرمت فایل XML بر اساس مشخصات AICC برای توصیف ساختار محتوا می‌باشد ، اما فاقد بسته‌بندی قوی آشکار و حمایت از فراداده .بعد از این نسخه ، نسخه بعدی که 1.2 می‌باشد  سریع عرضه شد.

### اسکرم ۱.۲
این اولین نگارش اسکرم بود که به‌طور گسترده مورد استفاده قرارگرفت. هنوز هم به‌طور گسترده به کاربرده می‌شود و توسط بیش تر سیستم مدیریت یادگیری‌های موجود پشتیبانی می‌شود.

## مثال استاندارد اسکرم
به عنوان مثال دی‌وی‌دی‌ها را در نظر بگیریم. وقتی فیلم جدیدی را روی DVD می‌خرید، لازم نیست بررسی کنید که آیا با مارک دستگاه پخش DVD شما کار می‌کند یا خیر. یک DVD فیلم معمولی مانند د‌ی‌وی‌دی پاناسونیک، روی دستگاه توشیبا پخش می‌شود. به این دلیل که فیلم‌های DVD با استفاده از مجموعه‌ای از استانداردها تولید می‌شوند. بدون این استانداردها، استودیویی که فیلم جدیدی را بر روی DVD منتشر می‌کند، مشکل بزرگی خواهد داشت. آن‌ها باید برای هر مارک دستگاه پخش دی‌وی‌دی، دی‌وی‌دی‌هایی با فرمت‌های متفاوت بسازند. قبل از ایجاد SCORM، یادگیری آنلاین هم این‌گونه بود.
استاندارد SCORM اطمینان حاصل می‌کند که تمام محتوای آموزش الکترونیکی و LMS‌ها می‌توانند با یکدیگر کار کنند، درست مانند استاندارد DVD که مطمئن می‌شود همه DVD‌ها در همه پخش‌کننده‌های DVD پخش می‌شوند. اگر یک LMS منطبق با SCORM باشد، می‌تواند هر محتوایی را که مطابق با SCORM است پخش کند و هر محتوای منطبق با SCORM می‌تواند در هر LMS منطبق با SCORM پخش شود.